# Ceratophrys stolzmanni
Ceratophrys stolzmanni är en groddjursart som beskrevs av Franz Steindachner 1882. Ceratophrys stolzmanni ingår i släktet Ceratophrys och familjen Ceratophryidae. IUCN kategoriserar arten globalt som sårbar. Inga underarter finns listade i Catalogue of Life.